# Đakovo
Đakovo este un oraș în cantonul Osijek-Baranja, Croația, având o populație de 27.745 de locuitori (2011).

## Demografie
Componența etnică a orașului Đakovo
     Croați (97,55%)
     Necunoscut (0,26%)
     Neclasificat (2%)
Componența confesională a orașului Đakovo
     Catolici (96,62%)
     Necunoscută (0,95%)
     Alte religii (2,43%)
Conform recensământului din 2011, orașul Đakovo avea 27.745 de locuitori. Din punct de vedere etnic, majoritatea locuitorilor (97,55%) erau croați. Apartenența etnică nu este cunoscută în cazul a 0,26% din locuitori. Din punct de vedere confesional, majoritatea locuitorilor (96,62%) erau catolici. Pentru 0,95% din locuitori nu este cunoscută apartenența confesională.